# Debrum House
Het Joachim DeBrum House, simpelweg bekend als het DeBrum House en ook gespeld als Debrum House of De Brum House, gelegen op het eiland Likiep, van het Likiep-atol, op de Marshalleilanden, is een plantagehuis dat in 1888 werd gebouwd door Joachim deBrum. Het werd in 1976 opgenomen in het National Register of Historic Places van de Verenigde Staten, en is daarmee de eerste NRHP-locatie in Micronesië.
Doordat het klimaat van Palau houten constructies snel verslechtert, is het Debrum House significant omdat het als het enige tropische plantagehuis Marshalleilanden of in het hele Trustgebied van de Pacifische eilanden de proef der tijd heeft doorstaan. Het wordt geassocieerd met de "geschiedenis van Duitse en Japanse bezettingen, kolonisatie, de Tweede Wereldoorlog en de vroege naoorlogse perioden."

## Geschiedenis
Joachim DeBrum was een Marshallese koopman, ingenieur en wetenschapper. Hij was de zoon van de Portugese koopman José Anton DeBrum. Samen met Adolph Capelle kocht DeBrum in de jaren 1870 het Likiep-atol van het opperhoofd van zijn Marshallese vrouw, Iroij Elap Jortaka. Joachim voltooide het huis in 1888. Tijdens de Duitse kolonisatieperiode was het een van de grootste huizen op het Likiep-atol. Hij voorzag het huis van geïmporteerde goederen uit de Verenigde Staten, Duitsland en Azië. Het werd tot 1947 bewoond door de familie deBrum, waarna het leeg kwam te staan en werd verzorgd door lokale verzorgers.
Het DeBrum House is een paar jaar geleden verwoest en er zijn alleen nog enkele overblijfselen van de fundering. 

## Architectuur
Het Debrum-huis werd in 1888 voltooid als een klein gebouw met één verdieping op betonnen pijlers en een hoog rieten dak. DeBrum ontwierp het gebouw in een mix van Duitse en traditionele Marshallese bouwstijlen. Het bevatte oorspronkelijk slechts één centrale kamer van 34 vierkante meter en twee slaapkamers van 15 vierkante meter naast deze hoofdkamer. Hoewel het oorspronkelijk ongeveer 18 centimeter van de grond zat, werd het op een gegeven moment verhoogd tot een hoogte van 1.8 meter. De originele vloeren, buitenmuren en alleen de binnenmuren van de salon waren gemaakt van hout van het type Californisch redwood . De hele structuur was omgeven door een overdekte veranda . In 1929 werd het oorspronkelijke rieten dak vervangen door metalen platen. In de jaren zeventig ging het huis snel achteruit en onderging het grote renovaties in 1977 en 1984. Een nieuw metalen dak en nieuwe steunen werden geïnstalleerd en de houten vloeren en muren werden vervangen. In de buurt van het huis bevinden zich een opslaggebouw, een vrijstaande eetkamer-keuken, verschillende stortbakken, het familiekerkhof en de overblijfselen van verschillende structuren die sindsdien zijn ingestort.
De meeste meubels uit het huis zijn in goede staat bewaard gebleven. De meeste meubels waren gemaakt van uit China geïmporteerde teak hout. Deze meubel stukken waren met precisie gedecoreerd en gesneden, soms met inlegwerk van marmer of ivoor. Het huis bevatte ook meer dan 1.000 boeken uit de persoonlijke bibliotheek en het onderzoek van DeBrum, en geluidsopnamen waarvan wordt aangenomen dat ze enkele van de vroegste zijn die in Micronesië zijn gemaakt.